# نغم إف إم
نغم إف إم (بالإنجليزية: Nagham FM)‏ هي إذاعة راديو مصرية بدأت البث الحي المباشر سنة 2011 من طرف محسن جابر و شبكة راديو النيل علي موجة الإف إم على تردد 105.3, و قد أختص راديو نغم اف ام 105.3 في بث الأغاني القديمة والحديثة.
هي ضمن مجموعة راديو النيل وهي محطة إذاعية تجارية مصرية مع محتوى إعلامي اجتماعي. إن عمر جمهور المحطة بين 25 عامًا و 60 عامًا و نغم تقدم محتوى متغيرًا يناسب كل فرد من أفراد الأسرة المصرية. تتميز نغم ببث الأغاني القديمة لعبد الحليم حافظ وأم كلثوم ورسالتها الإعلامية هي إعادة عرض مفاهيم وأخلاقيات الماضي بطريقة مناسبة للإيقاع الحالي ورفع ذوق وعي الجمهور ورسم صورة إيجابية لحياة أفضل.

## المحطات التابعة
- ميجا إف إم
- شعبي إف إم
- راديو هيتس